# Go Yo-han
Go Yo-han (* 10. März 1988 in Masan) ist ein südkoreanischer Fußballspieler.

## Karriere

### Klub
Seit dem Jahresanfang 2004 steht er im Kader des FC Seoul. Seitdem wurde er mit seiner Mannschaft drei Mal Meister, einmal Pokalsieger sowie einmal Ligapokalsieger.

### Nationalmannschaft
Sein erstes bekanntes Spiel für die südkoreanische Nationalmannschaft absolvierte er am 14. Oktober 2009 bei einem 2:0-Freundschaftsspielsieg über den Senegal. Sein nächster Einsatz war dann erst wieder in einem Freundschaftsspiel im August 2012, worauf noch ein Einsatz innerhalb der Qualifikation für die Weltmeisterschaft 2014 folgte. Im Sommer des nächsten Jahres stand er dann im Kader der Ostasienmeisterschaft 2013 und spielte hier in zwei Partien des Turniers. Im Laufe des Jahres und des nächsten folgten dann noch ein paar Einsätze bei Freundschaftsspielen.
Nun trat wieder eine längere Phase ohne Einsatz für ihn ein. Erst in einem Qualifikationsspiel für die Weltmeisterschaft 2018 wurde er am 5. September 2017 gegen Usbekistan wieder eingesetzt. Danach folgte unter anderem noch die Ostasienmeisterschaft 2017, welche er mit seiner Mannschaft gewinnen konnte. Nach ein paar weiteren Freundschaftsspielen stand er schließlich auch im Kader der Mannschaft bei der Weltmeisterschaft 2018, wo er im letzten Gruppenspiel gegen Deutschland einen Einsatz bekam.